# Grand Hotel Krasnapolsky

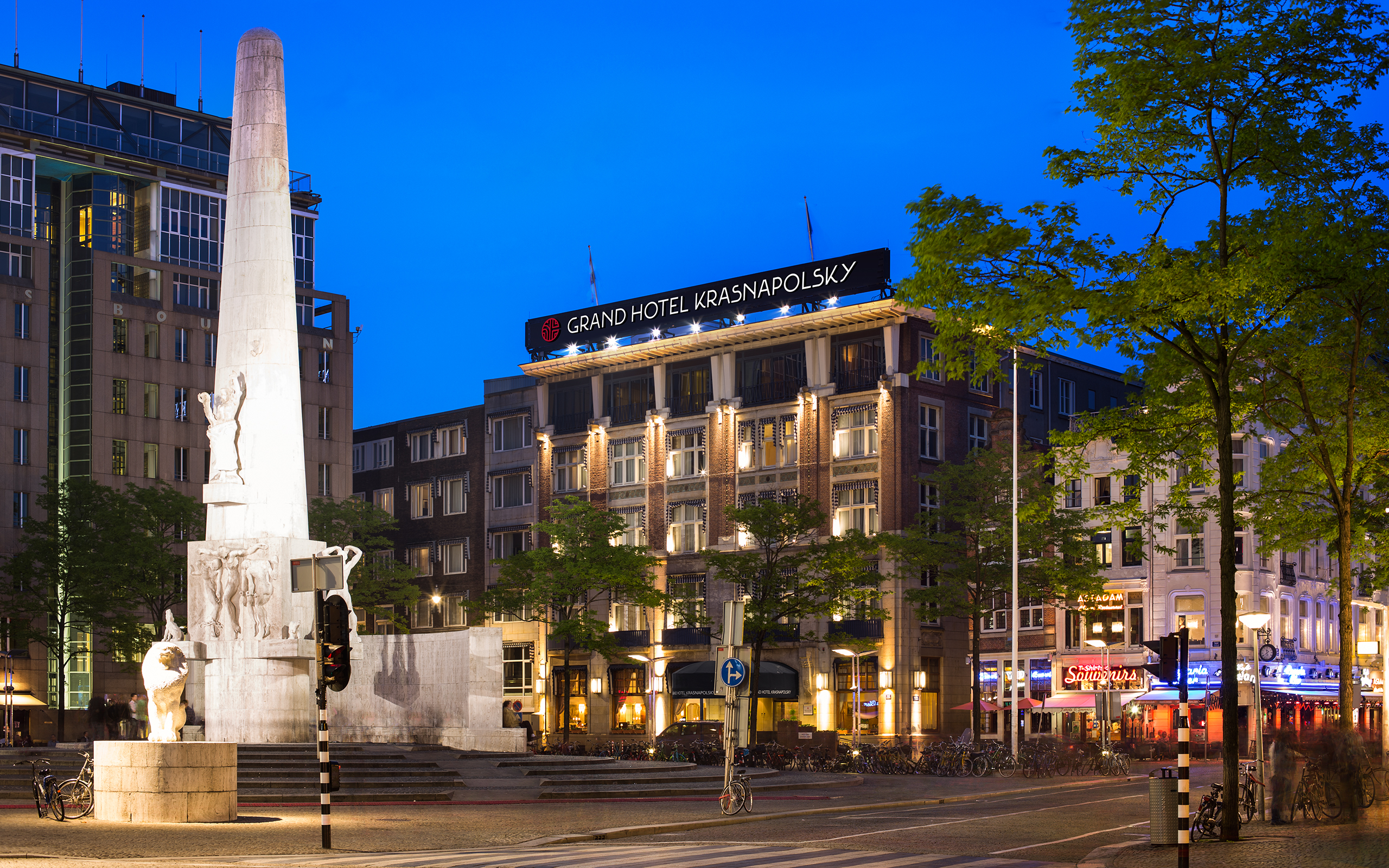
Hotel Krasnapolsky, rechts van het Nationaal Monument op de Dam

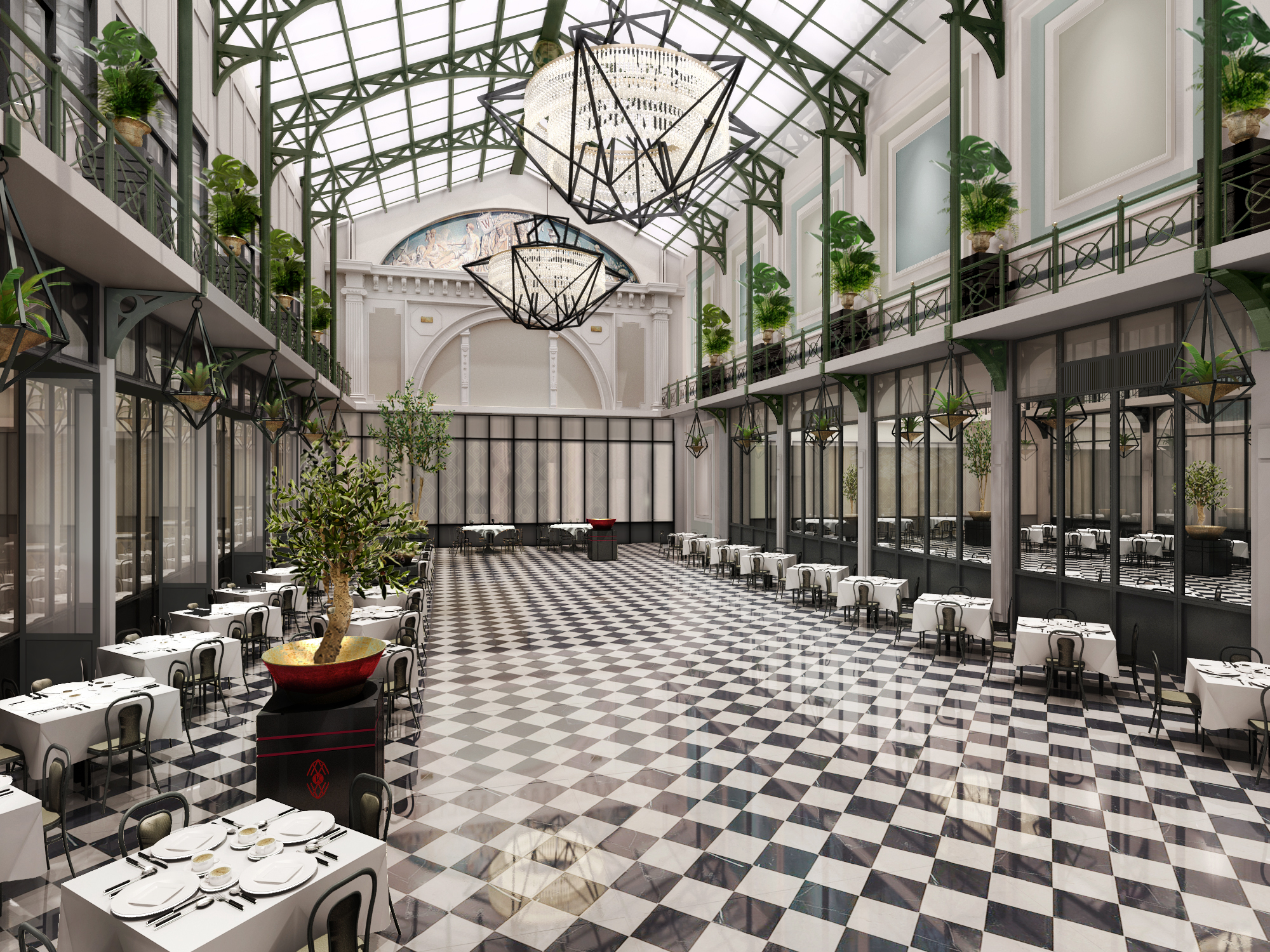
Wintertuin van Hotel Krasnapolsky

Anantara Grand Hotel Krasnapolsky is een vijfsterrenhotel aan de Dam in Amsterdam. Het hotel heeft 402 kamers, een congrescentrum, twee restaurants (waarvan één met een Michelinster) en een bar.

## Geschiedenis
De oorspronkelijke eigenaar van het hotel, Adolph Wilhelm Krasnapolsky, kocht in 1865 het slecht lopende Nieuwe Poolse Koffiehuis in de Warmoesstraat en vormde het om tot een populair restaurant, met als nationale nouveauté een biljartzaal. Hij kocht ook de naastgelegen panden en voegde in 1879/1880 hotelkamers toe en in dezelfde periode liet hij in de achtertuin een wintertuin bouwen, een chique serre met koepeldak en palmbomen, naar een ontwerp van architect G.B. Salm. In die tijd was het gebruik van glas en ijzer nog een noviteit. Ook het gebruik van elektrische verlichting was nieuw in die tijd. De Wintertuin zou Gerard Philips hebben geïnspireerd om een gloeilampenfabriek te beginnen.
Ter gelegenheid van de Internationale Koloniale en Uitvoerhandel Tentoonstelling bouwde hij de zaak uit tot een hotel met 125 kamers. Eind 19e eeuw was het hotel het enige in Amsterdam dat warm water en telefoontoestellen in elke kamer had. Toen in april 1924 de gemeenteraad van Amsterdam het dansverbod ophief, was Krasnapolsky een van de zes bedrijven die een dansvergunning kregen. De wintertuin werd uitgebreid met een ruime danszaal, voorzien van elektrische sfeerverlichting.
Na de Tweede Wereldoorlog werden meer panden aangekocht en werd het hotel uitgebreid tot de Pijlsteeg. Ook werd het adres veranderd van Warmoesstraat 187-205 in het chiquere Dam 9-15.
In 1971 kocht Hotel Krasnapolsky het Amsterdamse restaurant d'Vijff Vlieghen en in 1973 werd een Hotel Krasnapolsky in Paramaribo geopend. Krasnapolsky was ook eigenaar van Hotel Polen. De expansie zette voort in de jaren 1990 met de aankoop van een reeks hotels en restaurants in binnen- en buitenland, waaronder het Amsterdamse Doelen Hotel, Schiller Hotel en Caransa Hotel.
In 1998 kocht Krasnapolsky de hele Golden Tuliphotelketen, maar in april 2000 werd de Krasnapolsky Group zelf opgekocht door de Spaanse hotelketen NH Hotel Group, voor een bedrag van 500 miljoen euro, en kreeg het de naam NH Collection Krasnapolsky. Na een aankoop door Anantara Hotels, Resorts & Spas heet hotel sinds 20 april 2022  Anantara Grand Hotel Krasnapolsky.

## Hotel Krasnapolsky in Suriname
Ook in Suriname is Krasnapolsky sinds 1973 gevestigd als hotel. Het hotel staat in de binnenstad van de hoofdstad Paramaribo en vormt het centrale punt bij onder andere de oudejaarsviering die elk jaar op 31 december wordt gehouden.